# Sydney FC
Sydney Football Club je fotbalový klub z australského Sydney. Byl založen v roce 2004, své domácí zápasy hraje na stadionu Sydney Football Stadium.
V letech 2009 až 2011 vedl klub český trenér Vítězslav Lavička, který dosáhl v sezoně 2009/10 největšího úspěchu v krátkých dějinách klubu, když vyhrál základní část i play-off australské nejvyšší soutěže A-League. Klub si tím vysloužil účast v nadcházejícím ročníku asijské ligy mistrů.

## Významní hráči
- Dwight Yorke
- Juninho Paulista
- Karol Kisel
- Alessandro Del Piero

Dříve zde působil i německý kouč Pierre Littbarski.

## Úspěchy
- 1× vítěz Ligy mistrů OFC (2004/05)
- 2× vítěz play-off australské ligy (2005/06, 2009/10)
- 1× vítěz základní části australské ligy (2009/10)
- 5. místo na MS klubů (2005)